# Oskar Suffert (Philologe)
Oskar Suffert (* 23. Dezember 1892 in Hannover; † 13. Februar 1974 in Detmold) war deutscher Philologe, Museumsdirektor und Naturschutzbeauftragter.

## Leben
Nach dem Abitur an der Leibnizschule Hannover 1911 studierte Suffert Geschichte, Kunstgeschichte, Germanistik, Romanistik, Philosophie und Naturwissenschaften an der Philipps-Universität Marburg. Während seines Studiums wurde er 1911 durch den Einfluss seines ehemaligen Hannoveraner Lehrers Rudolf Graefenhain Mitglied des Philologisch-Historischen Vereins, seit 1919 Wissenschaftliche Verbindung Hercynia, die 1921 in der späteren Marburger Burschenschaft Rheinfranken aufging, der Suffert dann lebenslang angehören sollte.
Sein Studium ruhte während der Teilnahme am Ersten Weltkrieg. Er erhielt das Eiserne Kreuz 1. Klasse und das silberne Abzeichen für dreifache Verwundung.
1920/1921 absolvierte er das 1. Staatsexamen in den Fächern Französisch, Deutsch, Geschichte und Philosophie. Sein Referendariat fand an der Humboldtschule Hannover statt, das er 1922 mit dem 2. Staatsexamen abschloss. 1922 gründete er eine höhere Privatschule in Amelinghausen, die er bis 1924 leitete. Von 1924 bis 1927 war er Studienrat am Reformgymnasium Uelzen. Von 1927 bis 1934 war er Studienrat am Städtischen Lyzeum Detmold.
Suffert war seit 1916 Mitglied im Detmolder Ortsverein des völkischen Deutschbundes, dem Wilhelm Teudt als „Deutschmeister“ vorstand. Er gehörte weiterhin 1928 zu den Mitbegründern von Teudts „Vereinigung der Freunde Germanischer Vorgeschichte“. Bei Teudts Zeitschrift Germanien war Suffert Schriftleiter. Er wird für die Zeit von 1927 bis 1935 als „einer der engsten Paladine Wilhelm Teudts“ charakterisiert.
1934 wurde Suffert zum Direktor des Lippischen Landesmuseums als Nachfolger von Eduard Wiegand ernannt, der aber die Leitung der Lippischen Landesbibliothek und des Lippischen Landesarchivs beibehielt. Seinen Militärdienst im Zweiten Weltkrieg absolvierte Suffert im Stalag 326 in der Senne bei Stukenbrock.
Suffert war 2. Vorsitzender des Naturwissenschaftlichen und Historischen Vereins für das Land Lippe, im Vorstand des Lippischen Heimatbundes und Mitherausgeber und stellvertretender Vorsitzender bei den Lippischen Mitteilungen.
Suffert war von 1936 bis 1954 Naturschutzbeauftragter des Landes Lippe. Willi Oberkrome setzte sich kritisch mit Sufferts Arbeit auf diesem Gebiet auseinander und bescheinigte ihm: „Landespflegerische Versäumnisse gründeten in Lippe nicht zuletzt auf Sufferts Unverständnis gegenüber agrar-, forst- und pflanztechnischen Problemen.“
Sein Nachfolger als Direktor des Lippischen Landesmuseums wurde 1958 Wilhelm Hansen.
Anfang der 1970er Jahre wurde Suffert zur Ermittlung der enormen Totenzahlen des Lagers Stalag 326 herangezogen, wo er seinen Militärdienst absolviert hatte.

## Ehrungen
- Ehrenvorsitz des Lippischen Heimatbundes

## Schriften (Auswahl)
- Unheilvolle Suggestionen. Altsteinzeitliche Funde in Norddeutschland – Dogmen von 1812–1931 – Germanische Astronomie Steinkreise und Oesterholz (Germanien. 7.1935)
- Die geologischen und bodenmäßigen Verhältnisse in der Senne (Wissen und Können, Mittblatt für Junggärtner des Kreises Bielefeld-Wiedenbrück, 1948)
- Die Externsteine als Naturdenkmal (Die Externsteine, 1949)